# Anthony Hopkins
Sir Philip Anthony Hopkins (Port Talbot, 31 dicembre 1937) è un attore britannico naturalizzato statunitense.
Interprete completo con studi di teatro classico con esperienza al Cardiff College of Drama e al National Theatre di Laurence Olivier, pittore e musicista, dopo una lunga gavetta televisiva negli anni settanta partecipa sul grande schermo a diverse trasposizioni di opere classiche fino a ottenere la fama internazionale. Nel 1992 vince il suo primo Premio Oscar al migliore attore protagonista con l'interpretazione di Hannibal Lecter nel film Il silenzio degli innocenti di Jonathan Demme, ruolo che ha ripreso anche nei successivi due film, Hannibal (2001) e Red Dragon (2002). Nel 2021 replica la vittoria grazie alla sua interpretazione in The Father - Nulla è come sembra. Ha ricevuto altre quattro candidature all'Oscar, rispettivamente per Quel che resta del giorno (1993), Gli intrighi del potere - Nixon (1995), Amistad (1997) e I due papi (2019).

## Biografia

### Le origini
Nato a Margam, sobborgo della zona industriale di Port Talbot nel sud del Galles, figlio unico di Richard Arthur e Muriel Yeates Hopkins, gestori di una panetteria. Frequentò a Cowbridge la Cowbridge Grammar School, dove fin dall'inizio una lieve dislessia gli causò dei problemi conferendogli un atteggiamento schivo e introverso. I genitori decisero di mandarlo alla YMCA per favorire la sua socializzazione. Quando cominciò a essere coinvolto nelle prime recite capì che la recitazione avrebbe fatto parte della sua vita. Fu accettato al Welsh College of Music and Drama, grazie anche alla sua bravura nel suonare il pianoforte. Dopo due anni dovette partire per il servizio di leva. Una volta congedato si unì alla Manchester Library Theatre e alla Nottingham Repertory Company rispettivamente in qualità di assistente e poi di attore. Poi finalmente fu accettato nella Royal Academy of Dramatic Art. Dopo gli studi si unì a diverse compagnie teatrali fino alla fatidica svolta: l'audizione del 1965 presso il celeberrimo National Theatre, diretto da Laurence Olivier.

### I primi successi
La ribalta ottenuta al National Theatre si concretizzò nella sostituzione ufficiale di Sir Laurence Olivier in Danza di morte di August Strindberg. Il suo esordio cinematografico avvenne nel 1967 con una partecipazione in Il bus bianco di Lindsay Anderson. L'anno seguente impersonò Riccardo Cuor di Leone a fianco di Peter O'Toole e Katharine Hepburn nel film Il leone d'inverno di Anthony Harvey; il successo del film fu clamoroso, sancito da due Oscar. Incominciò per Sir Anthony Hopkins un periodo particolarmente brillante: recitò in numerosi film per il cinema e in tv, senza abbandonare il teatro. Nel 1974, quando gli fu proposto di recitare a Broadway, la sua vita conobbe un'ulteriore importante svolta. Dal 1987 lavora incessantemente dividendo il suo tempo tra gli USA e l'Inghilterra, in produzioni cinematografiche, teatrali e televisive.

### La consacrazione

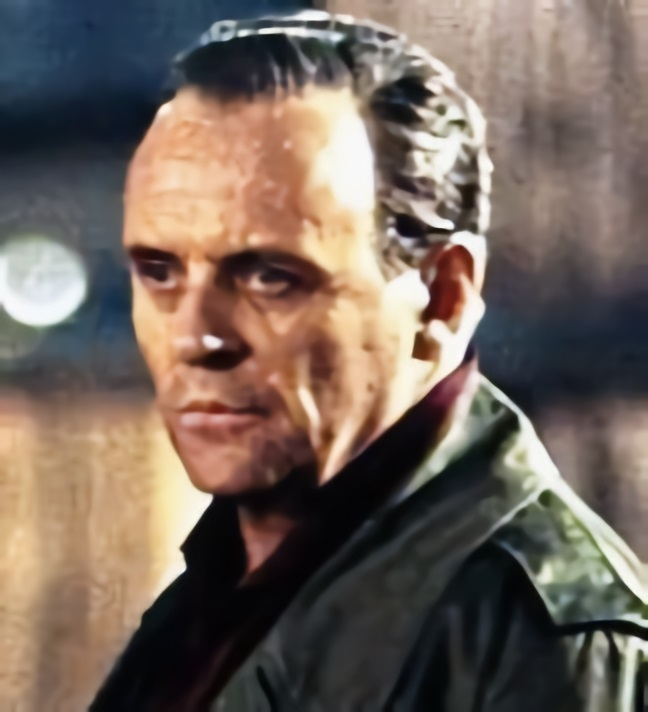
Anthony Hopkins sul set di The Innocent (1993)

Nel 1991 raggiunge l'apice del successo con il ruolo di Hannibal Lecter, lo psichiatra assassino nel film Il silenzio degli innocenti, grazie al quale vince il premio Oscar come miglior attore nel 1992. Nel film recita circa venticinque minuti, sicuramente una delle più brevi recitazioni ad aver meritato la prestigiosa statuetta come miglior attore protagonista, ma fornisce una notevole prestazione in cui, come riporta la critica, "l'espressione calma, l'aspetto distinto e la voce pacata sono tratti caratteristici che rendono ancora più spaventosi i suoi improvvisi scoppi d'ira o di violenza". Nello stesso 1992 Hopkins interpreta il professor Abraham Van Helsing nel film Dracula di Bram Stoker di Francis Ford Coppola.
Venne nominato nuovamente al premio Oscar grazie alla sua interpretazione nel film Quel che resta del giorno accanto a Emma Thompson; l'anno successivo è il padre di Brad Pitt in Vento di passioni e poi il presidente Richard Nixon ne Gli intrighi del potere - Nixon di Oliver Stone, ruolo che gli vale la terza candidatura all'Oscar. Nel 1993, ha interpretato l'accademico di Oxford C. S. Lewis nel film biografico britannico Viaggio in Inghilterra (Shadowlands), per il quale ha ottenuto una nomination per un BAFTA Award come miglior attore. Nello stesso anno, ha recitato al fianco di Isabella Rossellini nel dramma The Innocent, che è stato adattato dall'omonimo romanzo di Ian McEwan.
In seguito veste i panni del pittore Pablo Picasso in Surviving Picasso. Tra le altre significative interpretazioni vi sono John Quincy Adams in Amistad (1997) di Steven Spielberg (quarta candidatura all'Oscar), Diego de la Vega ne La maschera di Zorro (1998) e William Parrish in Vi presento Joe Black (1998), dove torna a lavorare con Brad Pitt. Dopo il grande successo internazionale e la vittoria dell'Oscar, Hopkins tornò a vestire i panni dello psichiatra cannibale in due occasioni: in Hannibal (2001), sequel de Il silenzio degli innocenti, e nel prequel Red Dragon (2002), ambedue tratti dagli omonimi romanzi dello scrittore statunitense Thomas Harris.

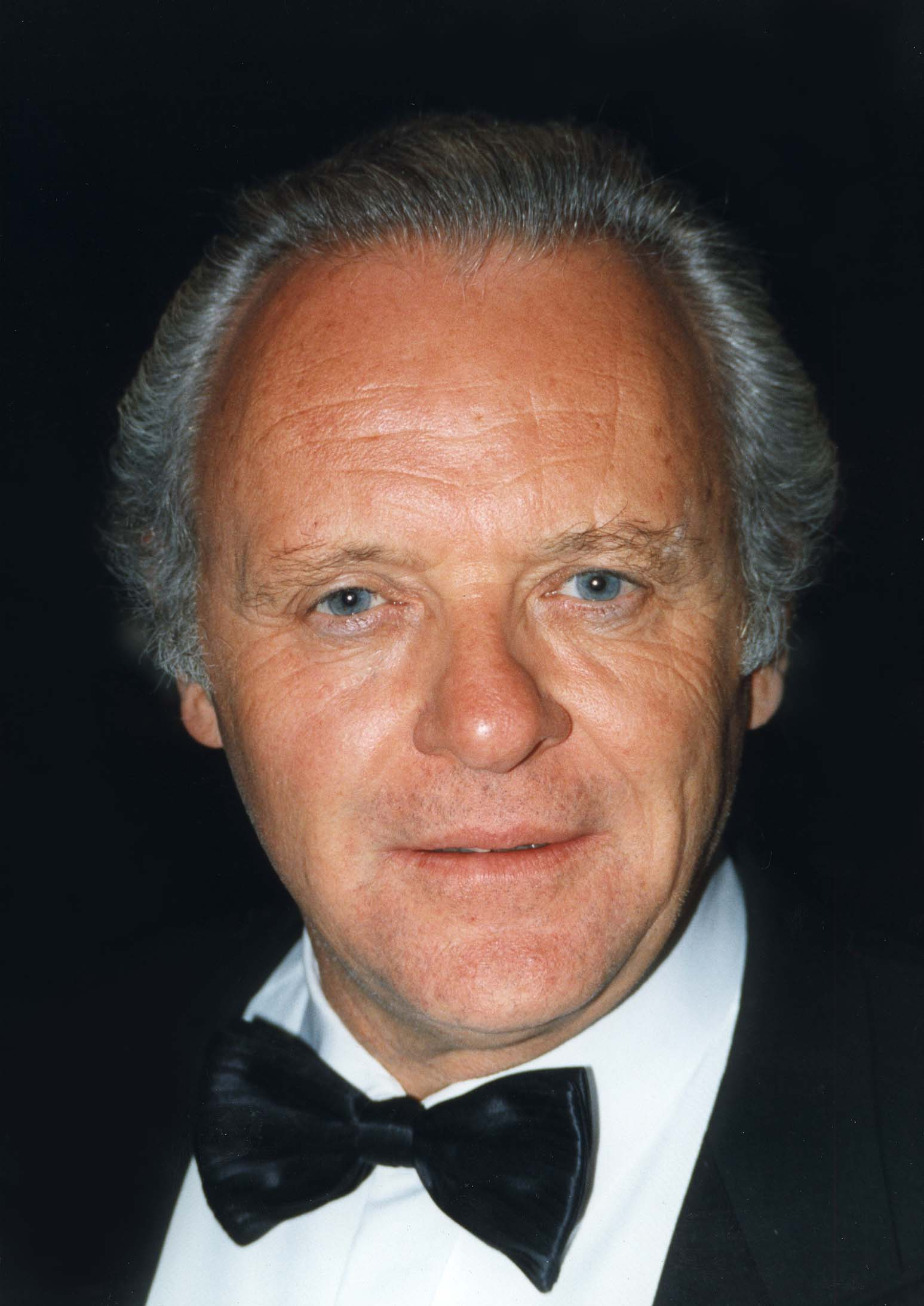
Anthony Hopkins nel 1996

Negli anni duemila partecipa in ruoli secondari ai film Mission: Impossible 2 (2000) al fianco di Tom Cruise, Alexander (2004) con Colin Farrell e Angelina Jolie, Tutti gli uomini del re (2007) insieme con Jude Law e Sean Penn, e recita da protagonista in Indian - La grande sfida (2005), Il caso Thomas Crawford (2007), Quella sera dorata (2009). Nel 2007 scrive dirige e interpreta Slipstream - Nella mente oscura di H.. Partecipa poi a Il rito e a Thor (2011) di Kenneth Branagh. Nel 2012 interpreta Alfred Hitchcock nel film biografico Hitchcock e l'anno successivo recita in Red 2 e riprende il ruolo di Odino in Thor: The Dark World. Nel 2014 recita nel film kolossal Noah del regista Darren Aronofsky e nel 2015 partecipa ai thriller Premonitions, Il caso Freddy Heineken e Go with Me - Sul sentiero della vendetta. Dal 2016 recita nella serie televisiva creata da Jonathan Nolan: Westworld - Dove tutto è concesso. Sempre nel 2016 recita in Conspiracy - La cospirazione e nel film d'azione Autobahn - Fuori controllo. Nel 2017 recita nel quinto capitolo della saga di Transformers intitolato Transformers - L'ultimo cavaliere diretto da Michael Bay e torna a interpretare insieme con Chris Hemsworth, Tom Hiddleston, Idris Elba, Mark Ruffalo e Benedict Cumberbatch, il ruolo di Odino in Thor: Ragnarok, diretto dal regista Taika Waititi con protagonisti anche Tessa Thompson, Jeff Goldblum, Cate Blanchett e Karl Urban.
Nel 2019 interpreta papa Benedetto XVI nel film I due papi diretto da Fernando Meirelles; grazie a questa performance riceve grandi lodi dalla critica e dalla stampa mondiali, venendo candidato al Golden Globe e ottenendo, dopo 21 anni, la quinta candidatura al premio Oscar. Nel 2020 è il protagonista di The Father - Nulla è come sembra, diretto da Florian Zeller, dove interpreta un anziano ingegnere malato di demenza senile. La performance gli vale la vittoria del BAFTA e dell'Oscar al miglior attore, bissando il successo di ventinove anni prima. A 83 anni, 3 mesi e 26 giorni Hopkins è il più anziano interprete ad aver vinto la statuetta come miglior attore protagonista. Nel 2023 dà la voce al robot Jimmy nel film Rebel Moon - Parte 1: Figlia del fuoco diretto da Zack Snyder e l'anno successivo riprende il ruolo nel sequel Rebel Moon - Parte 2: La sfregiatrice. Nello stesso anno è protagonista nel ruolo di Nicholas Winton nel film One Life con Helena Bonham Carter e interpreta anche Sigmund Freud nel film Freud - L'ultima analisi ed Erode il Grande in Storia di Maria.

## Vita privata
Negli anni settanta la sua vita privata attraversa un periodo burrascoso: nel 1972 divorzia dalla moglie, l'attrice Petronella Barker, dalla quale ha avuto una figlia, Abigail, nata nel 1968. Si risposa nel 1973 con l'assistente di produzione Jennifer Lynton, da cui poi divorzia nel 2002. Nel 1993 viene nominato Cavaliere (Knight Bachelor) e ottiene il titolo di "Sir". Nel 2003 sposa Stella Arroyave, attrice e produttrice.
Vegetariano, è un membro di spicco di Greenpeace ed è anche patrono dell'organizzazione benefica Rehabilitation for Addicted Prisoners Trust. Gli viene diagnosticata nel 2008 la sindrome di Asperger. L'attore, tuttavia, in un'intervista del 2021 afferma di non dare credito a tale diagnosi.

## Filmografia

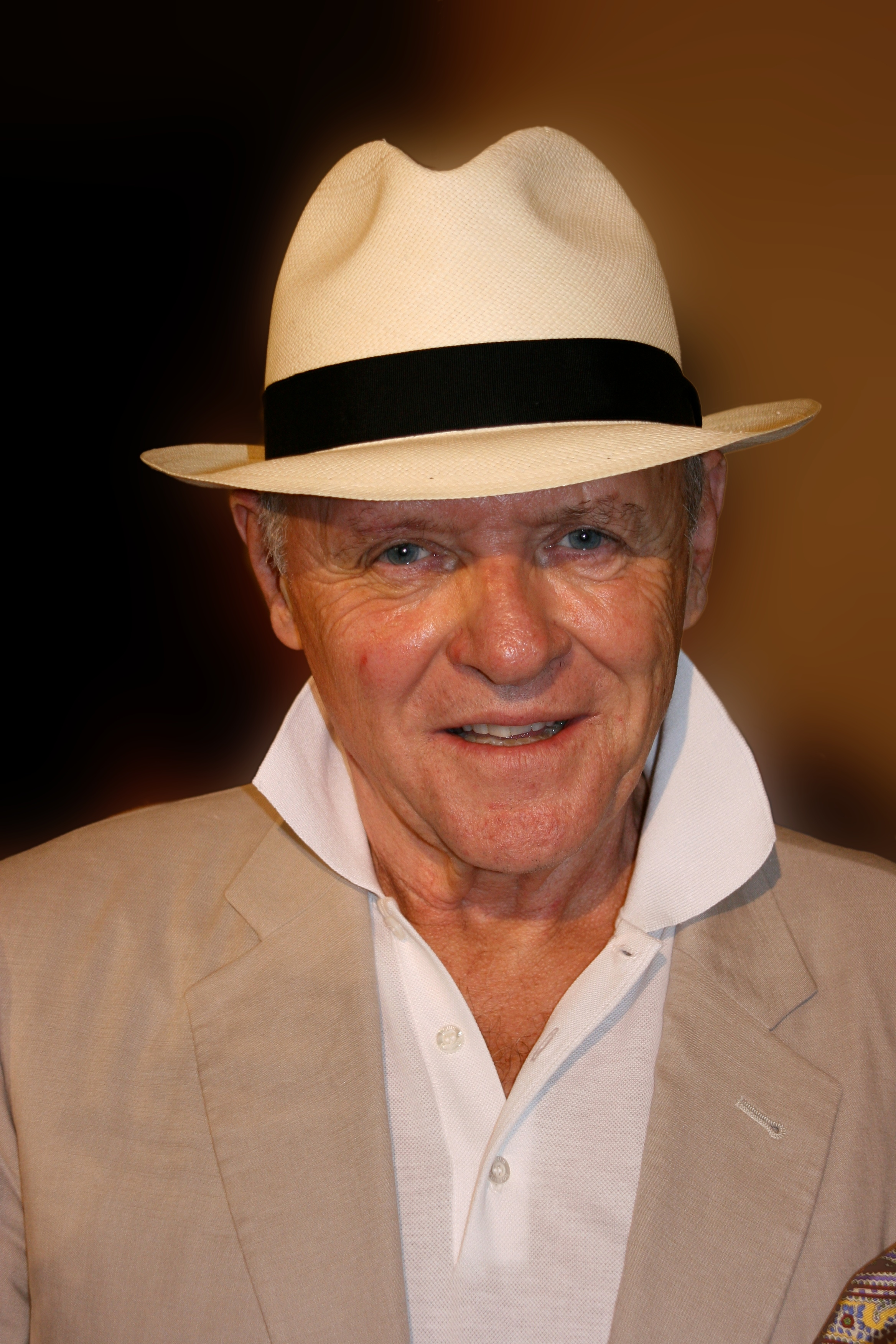
Anthony Hopkins al Tuscana Sun Festival 2009

### Attore

#### Cinema
- Il bus bianco (The White Bus), regia di Lindsay Anderson (1967)
- Il leone d'inverno (The Lion in Winter), regia di Anthony Harvey (1968)
- Hamlet, regia di Tony Richardson (1969)
- Lo specchio delle spie (The Looking Glass War), regia di Frank Pierson (1970)
- Ora zero: operazione oro (When Eight Bells Toll), regia di Étienne Périer (1971)
- Gli anni dell'avventura (Young Winston), regia di Richard Attenborough (1972)
- Casa di bambola (A Doll's House), regia di Patrick Garland (1973)
- The Girl from Petrovka, regia di Robert Ellis Miller (1974)
- Juggernaut, regia di Richard Lester (1974)
- Creature grandi e piccole (All Creatures Great and Small), regia di Ronald Gilbert (1974)
- Audrey Rose, regia di Robert Wise (1977)
- Quell'ultimo ponte (A Bridge Too Far), regia di Richard Attenborough (1977)
- Magic - Magia (Magic), regia di Richard Attenborough (1978)
- Una corsa sul prato (International Velvet), regia di Bryan Forbes (1978)
- The Elephant Man, regia di David Lynch (1980)
- In amore si cambia (A Change of Season), regia di Richard Lang (1980)
- Il Bounty (The Bounty), regia di Roger Donaldson (1984)
- The Good Father - Amore e rabbia (The Good Father), regia di Mike Newell (1985)
- 84 Charing Cross Road, regia di David Hugh Jones (1987)
- L'irlandese (The Dawning), regia di Robert Knights (1988)
- L'opera del seduttore (A Chorus of Disapproval), regia di Michael Winner (1988)
- Ore disperate (Desperate Hours), regia di Michael Cimino (1990)
- Dylan Thomas: Return Journey, regia di Anthony Hopkins (1990)
- Il silenzio degli innocenti (The Silence of the Lambs), regia di Jonathan Demme (1991)
- Freejack - In fuga nel futuro (Freejack), regia di Geoff Murphy (1992)
- Spotswood, regia di Mark Joffe (1992)
- Casa Howard (Howards End), regia di James Ivory (1992)
- Dracula di Bram Stoker (Bram Stoker's Dracula), regia di Francis Ford Coppola (1992)
- Charlot (Chaplin), regia di Richard Attenborough (1992)
- The Trial, regia di David Hugh Jones (1993)
- The Innocent, regia di John Schlesinger (1993)
- Quel che resta del giorno (The Remains of the Day), regia di James Ivory (1993)
- Viaggio in Inghilterra (Shadowlands), regia di Richard Attenborough (1993)
- Morti di salute (The Road to Wellville), regia di Alan Parker (1994)
- Vento di passioni (Legends of the Fall), regia di Edward Zwick (1994)
- Gli intrighi del potere - Nixon (Nixon), regia di Oliver Stone (1995)
- August, di Anthony Hopkins (1996)
- Surviving Picasso, regia di James Ivory (1996)
- L'urlo dell'odio (The Edge), regia di Lee Tamahori (1997)
- Amistad, regia di Steven Spielberg (1997)
- Spice Girls - Il film (Spice World), regia di Bob Spiers (1997) - cameo non accreditato
- La maschera di Zorro, (The Mask of Zorro), regia di Martin Campbell (1998)
- Vi presento Joe Black (Meet Joe Black), regia di Martin Brest (1998)
- Instinct - Istinto primordiale (Instinct), regia di Jon Turteltaub (1999)
- Titus, regia di Julie Taymor (1999)
- Mission: Impossible 2, regia di John Woo (2000) - non accreditato
- Hannibal, regia di Ridley Scott (2001)
- Cuori in Atlantide (Hearts in Atlantis), regia di Scott Hicks (2001)
- Bad Company - Protocollo Praga (Bad Company), regia di Joel Schumacher (2002)
- Red Dragon, regia di Brett Ratner (2002)
- La macchia umana (The Human Stain), regia di Robert Benton (2003)
- Patto con il diavolo (Shortcut to Happiness), regia di Alec Baldwin (2003)
- Alexander, regia di Oliver Stone (2004)
- Proof - La prova (Proof), regia di John Madden (2005)
- Indian - La grande sfida (The World's Fastest Indian), regia di Roger Donaldson (2005)
- Bobby, regia di Emilio Estevez (2006)
- Tutti gli uomini del re (All the King's Men), regia di Steven Zaillian (2006)
- Il caso Thomas Crawford (Fracture), regia di Gregory Hoblit (2007)
- Slipstream - Nella mente oscura di H. (Slipstream), regia di Anthony Hopkins (2007)
- La leggenda di Beowulf (Beowulf), regia di Robert Zemeckis (2007)
- Immutable Dream of Snow Lion, regia di Riccardo Spinotti – cortometraggio (2008)
- Quella sera dorata (The City of Your Final Destination), regia di James Ivory (2009)
- The Third Rule, regia di Aundre Johnson – cortometraggio (2010)
- Wolfman (The Wolfman), regia di Joe Johnston (2010)
- Incontrerai l'uomo dei tuoi sogni (You Will Meet a Tall Dark Stranger), regia di Woody Allen (2010)
- Il rito (The Rite), regia di Mikael Håfström (2011)
- Thor, regia di Kenneth Branagh (2011)
- Passioni e desideri (360), regia di Fernando Meirelles (2011)
- Hitchcock, regia di Sacha Gervasi (2012)
- Bare Knuckles, regia di Eric Etebari (2013) - cameo non accreditato
- Red 2, regia di Dean Parisot (2013)
- Thor: The Dark World, regia di Alan Taylor (2013)
- Noah, regia di Darren Aronofsky (2014)
- Il caso Freddy Heineken (Kidnapping Mr. Heineken), regia di Daniel Alfredson (2015)
- Premonitions (Solace), regia di Afonso Poyart (2015)
- Go with Me - Sul sentiero della vendetta (Blackway), regia di Daniel Alfredson (2015)
- Conspiracy - La cospirazione (Misconduct), regia di Shintaro Shimosawa (2016)
- Autobahn - Fuori controllo (Collide), regia di Eran Creevy (2016)
- Transformers - L'ultimo cavaliere (Transformers: The Last Knight), regia di Michael Bay (2017)
- Thor: Ragnarok, regia di Taika Waititi (2017)
- I due papi (The Two Popes), regia di Fernando Meirelles (2019)
- Where Are You, regia di Valentina De Amicis e Riccardo Spinotti (2019)
- The Father - Nulla è come sembra (The Father), regia di Florian Zeller (2020)
- Elyse, regia di Stella Hopkins (2020)
- Sicario - Ultimo incarico (The Virtuoso), regia di Nick Stagliano (2021)
- Armageddon Time - Il tempo dell'apocalisse (Armageddon Time), regia di James Gray (2022)
- Zero Contact, regia di Rick Dugdale (2022)
- The Son, regia di Florian Zeller (2022)
- One Life, regia di James Hawes (2023)
- Freud - L'ultima analisi (Freud's Last Session), regia di Matt Brown (2023)
- Storia di Maria (Mary), regia di D.J. Caruso (2024)
- Locked - In trappola (Locked), regia di David Yarovesky (2025)

#### Televisione
- La pulce nell'orecchio (A Flea in Her Ear), regia di Michael Hayes – film TV (1967)
- The Great Inimitable Mr. Dickens, regia di Ned Sherrin – film TV (1970)
- Poet Game, regia di Silvio Narizzano – film TV (1972)
- Guerra e pace (War & Peace) – serie TV (1972-1973)
- Lloyd George – film TV (1973)
- QB VII, regia di Tom Gries – miniserie TV (1974)
- Possessions, regia di John Irvin – film TV (1974)
- Creature grandi e piccole (All Creatures Great and Small), regia di Claude Whatham – film TV (1975)
- Una violenta dolce estate (Dark Victory), regia di Robert Butler – film TV (1976)
- Il caso Lindbergh (The Lindbergh Kidnapping Case), regia di Buzz Kulik – film TV (1976)
- La lunga notte di Entebbe (Victory at Entebbe), regia di Marvin J. Chomsky – film TV (1976)
- Il viaggio della Mayflower (Mayflower: The Pilgrim's Adventure), regia di George Schaefer – film TV (1979)
- Bunker, regia di George Schaefer – film TV (1981)
- Pietro e Paolo (Peter and Paul), regia di Robert Day – film TV (1981)
- Otello (Othello), regia di Colin Lowrey – film TV (1981)
- Il gobbo di Notre Dame (The Hunchback of Notre Dame), regia di Michael Tuchner – film TV (1982)
- Un uomo sposato (A Married Man), regia di Charles Jarrott e John Howard Davies – miniserie TV (1983)
- Arco di trionfo (Arch of Triumph), regia di Waris Hussein – film TV (1984)
- Le signore di Hollywood (Hollywood Wives), regia di Robert Day – miniserie TV (1985)
- Io e il duce (Mussolini and I), regia di Alberto Negrin – miniserie TV (1985)
- Delitto incrociato (Guilty Conscience), regia di David Greene – film TV (1985)
- Screen Two – serie TV, episodi The Trial e Blunt - Il quarto uomo (1987-1993)
- Il decimo uomo (The Tenth Man), regia di Jack Gold – film TV (1988)
- Across the Lake, regia di Tony Maylam – film TV (1988)
- Heartland, regia di Kevin Billington – film TV (1989)
- Great Expectations, regia di Kevin Connor – miniserie TV (1989)
- Un uomo in guerra (One Man's War), regia di Sergio Toledo – film TV (1991)
- La passione del potere (To Be the Best), regia di Tony Wharmby – film TV (1992)
- Selected Exits, regia di Tristram Powell – film TV (1993)
- Where I Stand: The Hank Greenspun Story - documentario
- Il servo di scena (The Dresser), regia di Richard Eyre – film TV (2015)
- Westworld - Dove tutto è concesso (Westworld) – serie TV, 17 episodi (2016-2018)
- King Lear – film TV, regia di Richard Eyre (2018)
- Those About to Die, regia di Roland Emmerich e Marco Kreuzpaintner – miniserie TV, 5 puntate (2024)

### Doppiatore
- Spartacus, regia di Stanley Kubrick (1960) - scena aggiunta
- Magic - Magia (Magic), regia di Richard Attenborough (1978)
- Il Grinch (Dr. Seuss' How the Grinch Stole Christmas), regia di Ron Howard (2000) - narratore
- Mythic Quest – serie TV, episodio speciale Everlight(2021) - narratore
- Rebel Moon - Parte 1: Figlia del fuoco (Rebel Moon - Part One: A Child of Fire), regia di Zack Snyder (2023)
- Rebel Moon - Parte 2: La sfregiatrice (Rebel Moon - Part Two: The Scargiver), regia di Zack Snyder (2024)

### Regista
- Dylan Thomas: Return Journey (1990)
- August (1996)
- Slipstream - Nella mente oscura di H. (Slipstream) (2007)

### Produttore
- Premonitions (Solace), regia di Afonso Poyart (2015)

## Teatro
- Otello, di William Shakespeare, regia di John Dexter, con Laurence Olivier, Maggie Smith, Derek Jacobi. Alexandra Theatre di Birmingham, Old Vic di Londra (1964)
- Giulio Cesare, di William Shakespeare, regia di Lindsay Anderson. Royal Court Theatre di Londra (1964)
- La grande strage dell'impero del sole, di Peter Shaffer, regia di John Dexter. Chichester Theatre Festival di Chichester (1964) e Old Vic di Londra (1965)
- Molto rumore per nulla, di William Shakespeare, regia di Franco Zeffirelli, con Maggie Smith, Ian McKellen. Old Vic di Londra (1965)
- Il discepolo del diavolo, di George Bernard Shaw, regia di Anthony Carrick. Queen's Theatre di Londra (1965)
- Il racconto d'inverno, di William Shakespeare, regia di Anthony Carrick. Queen's Theatre di Londra (1965)
- Love for Love, di William Congreve, regia di Peter Wood, con Jane Lapotaire. Old Vic di Londra (1965)
- Una pulce nell'orecchio, di Georges Feydeau, regia di Jacques Charon, con Laurence Olivier. Old Vic di Londra (1966)
- Juno and the Paycock, di Seán O'Casey, regia di Laurence Olivier. Alexandra Theatre di Birmingham, Old Vic di Londra (1966)
- L'uragano, di Alexander Ostrovskij, regia di John Dexter. Old Vic di Londra (1966)
- Tre sorelle, di Anton Čechov, regia di Laurence Olivier, con Joan Plowright. Old Vic di Londra (1967)
- Come vi piace, di William Shakespeare, regia di Glen Byam Shaw. Old Vic di Londra (1967)
- Danza di morte, di August Strindberg, regia di Glen Byam Shaw. Old Vic di Londra (1967)
- The Artchitect and the Emperor of Assyria, di Fernando Arrabal, regia di Victor Garcia, con Jim Dale. Old Vic di Londra (1971)
- A woman kilde with kidnesse, di Thomas Heywood, regia di John Dexter. Old Vic di Londra (1971)
- Coriolano, di William Shakespeare, regia di Joachim Tenschert e Mandred Wekweth. Old Vic di Londra (1971)
- Macbeth, di William Shakespeare, regia di Michael Blakemore, con Diana Rigg. Old Vic di Londra (1973)
- Equus, di Peter Shaffer, regia di John Dexter. Helen Hayes Theatre di New York (1974)
- La tempesta di William Shakespeare, regia di John Hirsch. Mark Taper Forum di Los Angeles (1979)
- Vecchi tempi, di Harold Pinter, regia di Kenneth Frankel. Roundabout Theatre di New York (1984)
- La strada solitaria di Arthur Schnitzler, regia di Christopher Fetts. Old Vic di Londra, Theatre Royal di Bath (1984)
- Pravda, di Howard Brenton e David Hare, regia di David Hare. National Theatre di Londra (1985)
- Re Lear, di William Shakespeare, regia di David Hare. National Theatre di Londra (1986)
- Antonio e Cleopatra, di William Shakespeare, regia di Peter Hall, con Judi Dench. National Theatre di Londra (1987)
- M. Butterfly, di David Henry Hwang, regia di John Dexter. Haymarket Theatre di Leicester e Shaftesbury Theatre di Londra (1989)

## Riconoscimenti
- Premio Oscar
  - 1992 – Miglior attore per Il silenzio degli innocenti
  - 1994 – Candidatura al miglior attore per Quel che resta del giorno
  - 1996 – Candidatura al miglior attore per Gli intrighi del potere - Nixon
  - 1998 – Candidatura al miglior attore non protagonista per Amistad
  - 2020 – Candidatura al miglior attore non protagonista per I due papi
  - 2021 – Miglior attore per The Father - Nulla è come sembra

- Golden Globe
  - 1979 – Candidatura al migliore attore in un film drammatico per Magic - Magia
  - 1989 – Candidatura al migliore attore in una miniserie o film televisivo per The Tenth Man
  - 1992 – Candidatura al miglior attore in un film drammatico per Il silenzio degli innocenti
  - 1994 – Candidatura al miglior attore in un film drammatico per Quel che resta del giorno
  - 1996 – Candidatura al miglior attore in un film drammatico per Gli intrighi del potere
  - 1998 – Candidatura al miglior attore non protagonista per Amistad
  - 2006 – Golden Globe alla carriera
  - 2020 – Candidatura al miglior attore non protagonista per I due papi[10]
  - 2021 – Candidatura al miglior attore in un film drammatico per The Father - Nulla è come sembra

- BAFTA
  - 1969 – Candidatura al miglior attore non protagonista per Il leone d'inverno
  - 1979 – Candidatura al miglior attore protagonista per Magic - Magia
  - 1992 – Miglior attore protagonista per Il silenzio degli innocenti
  - 1994 – Miglior attore protagonista per Quel che resta del giorno
  - 1994 – Candidatura al miglior attore protagonista per Viaggio in Inghilterra
  - 2008 – Premio Academy Fellowship
  - 2020 – Candidatura al miglior attore non protagonista per I due papi
  - 2021 – Miglior attore protagonista per The Father - Nulla è come sembra

- European Film Awards
  - 2021 – Miglior attore per The Father - Nulla è come sembra

- Primetime Emmy Awards
  - 1981 – Migliore attore protagonista in una miniserie o film per Bunker

- Screen Actors Guild Award
  - 1996 – Candidatura al miglior attore cinematografico per Gli intrighi del potere
  - 1996 – Candidatura al miglior cast cinematografico per Gli intrighi del potere
  - 1998 – Candidatura al miglior attore non protagonista cinematografico per Amistad
  - 2007 – Candidatura al miglior cast cinematografico per Bobby
  - 2021 – Candidatura al miglior attore cinematografico per The Father - Nulla è come sembra

## Doppiatori italiani
Nelle versioni in italiano delle opere in cui ha recitato, Anthony Hopkins è stato doppiato da:
- Dario Penne in Ore disperate, Il silenzio degli innocenti, Quel che resta del giorno, Viaggio in Inghilterra, Vento di passioni, Gli intrighi del potere - Nixon, Surviving Picasso, L'urlo dell'odio, Amistad, La maschera di Zorro, Vi presento Joe Black, Instinct - Istinto primordiale, Titus, Mission: Impossible 2, Hannibal (entrambi i doppiaggi), Cuori in Atlantide, Bad Company - Protocollo Praga, Red Dragon, La macchia umana, Patto con il diavolo, Alexander, Proof - La prova, Indian - La grande sfida, Bobby, Tutti gli uomini del re, Il caso Thomas Crawford, Slipstream - Nella mente oscura di H., La leggenda di Beowulf,[11] Quella sera dorata, Wolfman, Incontrerai l'uomo dei tuoi sogni, Il rito, Thor, Passioni e desideri, Red 2, Thor: The Dark World, Noah, Il caso Freddy Heineken, Premonitions, Go with Me - Sul sentiero della vendetta, Il servo di scena, Conspiracy - La cospirazione, Autobahn - Fuori controllo, Westworld - Dove tutto è concesso, Transformers - L'ultimo cavaliere, Thor: Ragnarok, I due papi, The Father - Nulla è come sembra, Sicario - Ultimo incarico, Armageddon Time - Il tempo dell'apocalisse, The Son
- Cesare Barbetti in The Elephant Man, In amore si cambia, Il Bounty, Dracula di Bram Stoker
- Carlo Valli in One Life, Those About to Die, Zero Contact, Locked - In trappola
- Luciano Melani ne Gli anni dell'avventura, QB VII, Audrey Rose
- Oreste Rizzini ne La lunga notte di Entebbe, Otello, Il decimo uomo
- Manlio De Angelis in Una corsa sul prato, 84 Charing Cross Road
- Franco Zucca ne L'irlandese, The Innocent
- Gino La Monica in Casa Howard, Viaggio in Inghilterra (ridoppiaggio)
- Michele Kalamera in Freejack - In fuga nel futuro, Spotswood
- Francesco Carnelutti in Charlot, August
- Giuseppe Rinaldi ne Il leone d'inverno
- Rino Bolognesi ne Lo specchio delle spie
- Stefano De Sando in Casa di bambola
- Raffaele Uzzi in Juggernaut
- Nando Gazzolo ne Il caso Lindbergh
- Renato Mori in Quell'ultimo ponte
- Rodolfo Traversa in Magic - Magia
- Carlo Sabatini in Pietro e Paolo
- Elio Pandolfi ne Il gobbo di Notre Dame
- Sergio Di Stefano in The Good Father - Amore e rabbia
- Adalberto Maria Merli in Io e il duce
- Dario De Grassi in Blunt - Il quarto uomo
- Paolo Ferrari ne L'opera del seduttore
- Fabrizio Temperini in Creature grandi e piccole
- Augusto Di Bono in Un uomo in guerra
- Pietro Biondi in Morti di salute
- Gigi Proietti in Hitchcock
- Ambrogio Colombo in King Lear
- Rodolfo Bianchi in Freud - L'ultima analisi
- Luigi Diberti in Storia di Maria

Da doppiatore è sostituito da:
- Luigi Diberti in Rebel Moon - Parte 1: Figlia del fuoco, Rebel Moon - Parte 2: La sfregiatrice
- Emilio Cappuccio in Spartacus (scena aggiunta)
- Gino La Monica ne Il Grinch
- Fabrizio Pucci in Mythic Quest